# Port lotniczy Kijów-Swiatoszyn
Port lotniczy Kijów-Swiatoszyn (IATA: NNN, ICAO: UKKT) – port lotniczy położony w północno-zachodniej części Kijowa, na Ukrainie. Jest to lotnisko testowe dla maszyn firmy Antonow. 
Pas startowy jest wykonany z betonu i ma długość 1800 metrów. 
Port lotniczy nie jest dostępny w ruchu cywilnym, ale sporadycznie odbywają się tam pokazy.